# A特性
A特性とは、騒音計による測定に使われる、人間の聴覚を考慮した周波数重み付け特性である。JIS C 1502-1990「普通騒音計」に定められている。
ヒトが感じる音の大きさは音圧のみでなく周波数にも左右される。人間の聴覚は、約1000 Hz以下で徐々に感度が下がり、一般的に20 Hzを下回ると聞こえなくなる。同様に高周波音についても、徐々に感度が下がり、一般的に20000 Hzを上回る（超音波）と聞こえなくなる。
マイクロフォンでは、この人間（広く言えば動物）の感覚に相当する概念がないため、人間に聞こえない低周波から、高周波まで計測することができる。しかしながら、あくまで人間が聞こえなければ音（騒音）として成立しない分野の場合にはA特性を用いて評価することが求められる。
測定された無補正の音圧レベルに対しA特性による補正を施した測定値を、A特性音圧レベルといい、記号LA で表す。LA は音圧レベルに対して補正値を加算することで求められる。

## 例
- 10 Hzの騒音を出すパソコンでは、この騒音が人間に聞こえないので、なんら対策をしなくても市場品質があると考えられる。一方50 kHzの騒音を出すパソコンも、この騒音が人間に聞こえないので、なんら対策をしなくても市場品質があると考えられる。

- マイクロフォンで計測すると、50 Hzと1000 Hzの2種類の同じ大きさの騒音を同時に発生しているパソコンがある。このとき、A特性を当てはめると、人間の耳には1000 Hzの音よりも50 Hzの音のほうが30.2デシベル小さく聞こえるはずである。よって50 Hzの騒音よりも、1000 Hzの騒音を対策した方が、商品価値を上げることができる。